# La clemenza di Tito
La clemenza di Tito (La clemència de Tit) és una opera seria en dos actes, composta per Wolfgang Amadeus Mozart l'any 1791 sobre llibret en italià de Caterino Mazzolà basat en un text de Pietro Metastasio. Porta per número de catàleg Köchel K. 621.
Va ser composta per a la coronació de Leopold II d'Àustria com a rei de Bohèmia. Es va estrenar al Teatre dels Estats de Praga el 6 de setembre de 1791. Mostra la imatge d'un governant recte però clement amb el seu poble fins i tot davant d'un intent d'assassinat contra la seua persona preparat per Vitèl·lia i dut a terme per Sext, el seu amic.

## Origen i context[calcitació]
El juliol de 1791, últim de la vida de Mozart, el compositor estava capficat en la creació de La flauta màgica. Li van encarregar llavors la composició d'una òpera seria. Qui realitzava l'encàrrec era l'empresari Domenico Guardasoni, que vivia a Praga i a qui el juny d'aquell any li van demanar una nova obra per a la coronació de Leopold II com a Rei de Bohèmia, cerimònia que tindria lloc el 6 de setembre. Guardasoni es va desplaçar a Viena, i va intentar primer contractar a Antonio Salieri, que estava molt ocupat i va declinar l'oferta. L'experiència de Guardasoni amb Don Giovanni el va convèncer que Mozart era capaç de treballar amb un termini tan ajustat.
Mozart no va dubtar a acceptar, perquè Guardasoni li va oferir el doble del que normalment li pagaven per una òpera a Viena. Va abandonar la composició de La flauta màgica per a dedicar-se a La clemència de Tit. Els primers biògrafs de Mozart van afirmar que l'havia compost en 18 dies, si bé avui en dia es considera una llegenda no provada. Després de treballar a Viena, es va traslladar a Praga, amb el seu alumne Franz Xaver Süssmayr i la seua muller, Constanze Mozart. Al treball que ja portava fet de Viena s'hi va sumar el realitzat al llarg del viatge. A Süssmayr li va confiar la redacció de gran part dels recitatius secs.

## Representacions
Es va estrenar al Teatre Nacional de Praga el 6 de setembre de 1791. Hores abans, Leopold havia sigut coronat.
Es coneixen els cantants, 
Tit Vespasià, tenor Antonio Baglioni o Bagliano.
Vitèl·lia, soprano Maria Marchetti-Fantozzi.
Servilia, soprano Signora Antonini, possiblement, Antonia Campi
Sext, soprano castrato Domenico Bedini.
 Annio, soprano Carolina Perini o P. Anchulina.
 Publi, baix Gaetano Campi.
Va tenir una tèbia acollida. El rei Leopold preferia l'òpera d'estil més italià, en compte de la manera germànica per la que Mozart era conegut. No se sap el que Leopold pensava d'aquesta òpera composta en el seu honor, però es conta l'anècdota que la seua esposa María Lluïsa es va referir a ella com « porcheria tedesca » (una "porqueria alemanya").
Va ser editada per Breitkopf & Härtel a Leipzig (1795). Va ser popular durant molts anys després de la mort de Mozart. Es va representar en llengua alemanya l'any 1796 a Dresden, 1797 a Kassel i en 1799 a Weimar. En italià va ser reposada a Viena en 1798. Durant les dècades següents va ser molt admirada. Va desaparèixer del repertori cap a 1840.
La presència de dues veus de castrato dificulta la recuperació d'aquesta òpera. No obstant això, la gran bellesa de la partitura ha permès que s'haja representat amb més freqüència als escenaris en les últimes dècades del segle xx.

## Argument
La trama es desenvolupa a Roma, en l'època de l'Imperi Romà.

### Acte I
En el primer acte, Vitèl·lia, filla del destronat emperador Vitel·li, clama venjança contra el nou emperador, Tit, de qui a més està enamorada. Utilitza a Sext, vacil·lant amic de Tit, que està enamorat d'ella, per a actuar contra l'emperador. Però quan Vitèl·lia coneix que Tit ha enviat Berenice, de qui ella estava gelosa, de retorn a Jerusalem, li diu a Sext que espere per a dur a terme els seus desitjos, esperant que l'emperador l'elegisca a ella (Vitèl·lia) com a emperadriu.
Tit, això no obstant, tria la germana de Sext, Servília, i ordena a Annio que li porte el seu missatge a Servília. Annio i Servília, sense saber-ho Tit, estan enamorats. Servilia li conta la veritat a Tit, però reconeixent que, si Tit insisteix a casar-se amb ella, obeirà. L'emperador agraeix als déus la lleialtat de Servília i immediatament rebutja la idea d'interposar-se entre ella i Annio.
Alhora, això no obstant, Vitèl·lia ha sabut de l'interès de Tit per Servília, i de nou s'encén de gelosia. Urgeix a Sext perquè assassine l'emperador. Ell hi està d'acord, i canta una de les més famoses àries d'aquesta òpera, "Parto, parto." Gairebé alhora, Annio i el guarda Publi arriben per a portar a Vitèl·lia davant Tit, el qual ara l'ha triat a ella com a emperadriu. Ella pateix de culpa i preocupació.
Sext arriba al Capitoli amb els altres conjurats i li cala foc. Tots s'horroritzen davant l'incendi. Sext anuncia que ha vist l'emperador ferit, però Vitèl·lia el deté quan ell vol incriminar-se de l'assassinat. Tots es lamenten, en el lent i trist final de l'Acte I.

### Acte II
Annio li conta a Sext que l'emperador Tit és viu. En el fum i el caos, Sext l'havia confós amb un altre. Aviat arriba Publi per a arrestar a Sext, explicant que era un dels conspiradors qui vestia com l'emperador i va ser ferit, tot i que no mortalment, per Sext. El Senat jutja a Sext, alhora que Tit espera impacient, segur que el seu amic serà exonerat; però el Senat el troba culpable i l'emperador, angoixat, ha de signar la sentència de mort de Sext.
Decideix cridar primer a Sext, intentant obtenir més detalls de la conjura. Sext assumeix tota la culpa i diu que mereix morir, de manera que Tit li diu que així serà i l'acomiada. Però després d'una llarga lluita interna, Tit trenca l'ordre d'execució de Sext i decideix que preferix ser acusat de ser massa clement abans que de tenir un cor venjatiu.
Vitèl·lia pateix de remordiments, i decideix confessar-ho tot a Tit, abandonant les seves esperances de ser emperadriu, en la cèlebre ària "Non più di fiori." En l'amfiteatre, els condemnats, inclòs Sext, esperen ser llançats a les bèsties salvatges. Tit mostrarà la seva clemència quan Vitèl·lia confessa que és la instigadora de la trama de Sext. Tot i que l'emperador queda consternat, la inclou a ella en el perdó general que ofereix. L'òpera conclou amb tots els personatges lloant l'extrema generositat de l'emperador, mentre que ell mateix demana als déus que escorcin la seva vida quan deixi de preocupar-se pel benestar de Roma.

## Anàlisi musical

### Instrumentació original
L'orquestra compta amb secció de corda, dues flautes, dos oboès, dos clarinets, un corno di bassetto, dos fagots, dues trompes, dues trompetes i timbals. El baix continu en els recitatius secs és proporcionat pel clavicèmbal i el violoncel. La destacada intervenció del clarinet obeeix que, a l'orquestra de l'estrena, estava l'amic de Mozart, Anton Stadler.

### Llibretista
El llibret de La clemenza di Tito és obra de Pietro Metastasio (1734), qui es va basar en alguns breus fragments de la Vides dels dotze cèsars de Suetoni. Era considerat un dels llibrets més aconseguits de l'autor, i ja havia rebut la música de més de quaranta compositors, entre ells Antonio Caldara (1670 o 1671 - 1736), l'any 1734; Johann Adolph Hasse (1699-1783), Georg Christoph Wagenseil (1715-1777), Christoph Willibald Gluck (1714-1787) el 1752; o Pietro Alessandro Guglielmi (1728-1804). L'any 1737 el compositor Giovanni Francesco Maria Marchi també va compondre una òpera amb el mateix nom amb llibret també de Metastasio.
Caterino Mazzolà, poeta de la cort, es va encarregar de retallar l'extens original per a passar de tres a dos actes. Es van eliminar àries, substituint-les per recitatius i conjunts motivats per la trama.

### Estructura musical
Segons Paumgartner l'obertura « conserva el caràcter objectiu i solemne de la simfonia operística italiana en la forma depurada i ennoblida de les últimes pàgines mozartianes ».
L'òpera té onze àries, entre les quals destaquen la de Sext (núm. 9: Parto, parto, ma tu ben mio), probablement la més coneguda, amb un sol de clarinet (corn anglès o corno di bassetto) i la de Vitèl·lia (núm. 23: Non piú fiori vi vaghe catene).
Sobreïxen les grandioses parts de conjunt: tres duetti (duettino), tres tercets, dos conjunts finals amb cor, tres cors i una marxa. El més assenyalat és el quintet amb cor al final del primer acte (núm. 12: Deh conservate, oh Dei!), peça irrepetible. « Ací, en el moment de la màxima tensió, es produeix la cèlebre "pausa general"; extraordinària troballa d'un geni dramàtic de primer ordre » (Paumgartner).
Altres números de grup destacats són:
Núm. 10: Vengo... aspettate! (tercet).
Núm. 11: Oh Dei, che smania è questa (Sext).
Núm. 17: Tu fosti tradito (Annio).
Núm. 18: Quello di Tito è il volto (tercet).
Núm. 24: Che del ciel, che degli Dei (cor).
Núm. 26: Tu, é ver, m'assolvi, Augusto? (sextet final).

### Valoració
La partitura i l'argument presenta similituds amb La clemència d'Escipió, de Johann Christian Bach, havent-se assenyalat la possible influència d'aquesta obra sobre la de Mozart.
Durant llarg temps, els erudits mozartians van considerar-la una obra inferior, dins del repertori del compositor. L'any 1945 Alfred Einstein va escriure que « hom acostuma a parlar en to desdenyós de La clemenza di Tito i menysprear-la com un producte de presses i fatiga »; en certa manera, ell mateix segueix aqueixa línia menyspreadora en considerar que els personatges són mers titelles, per exemple, « Tit és només un mer titella que representa la magnanimitat » i afirmant que l'òpera seriosa era ja una forma moribunda (Einstein, Mozart). Els crítics parlen d'una obra freda, amb la rigidesa de l'òpera seriosa, estatuària, passada de moda, morta, assenyalant la falta d'entusiasme del compositor per un tema que no li va interessar (Abert i Mila); es refereixen a una bellesa marmòria, quasi funerària (Mila); o bé acaben concloent que és « una simple òpera de circumstàncies » (Dal Fabbro).
No obstant això, en anys recents aquesta òpera ha sigut revalorada. Stanley Sadie considera que aquesta obra mostra a Mozart « responent amb música continguda, noble i càlida a una nova classe d'estímul » (New Grove Mozart). Mozart representa els sentiments a través dels recursos del cant abstracte. Aquest és un plantejament conscient per part de Mozart, el qual volia expressar la psicologia dels personatges exclusivament en termes musicals (A. Poggi).
« Avui descobrim per fi en La clemència de Tit una composició de notable introspecció psicològica, que ens ofereix almenys una hora de la millor música mai escrita per Mozart. La qual cosa és suficient per a concedir-li el do de la immortalitat » (Robbins Landon, citat per A. Poggi).

## Adaptacions
Entre les produccions videogràfiques cal destacar:
- La Clemenza di Tito (1980), producció alemanya, dirigida per Jean-Pierre Ponnelle, Eric Tappy, Tatiana Troyanos, Carol Neblett, Anne Howells, Kurt Rydl i Catherine Malfitano.
- La Clemenza di Tito (1991), producció anglesa, dirigida per Robin Lough, amb Philip Langridge, Diana Montague, Elzbieta Szmytka, Ashley Putnam i Martine Mahé.

## Discografia
Entre els enregistraments fonogràfics cal destacar:
- Dirigida per I. Kértesz, amb W. Krenn, Teresa Berganza, M. Casula, Lucia Popp, Brigitte Fassbaender, T. Franc, Orquestra i cor de la Staatsoper de Viena (Decca, 1967).
- Dirigida per sir John Eliot Gardiner, amb Anthony Rolfe-Johnson, Anne-Sofie von Otter, Julia Varady, Sylvia McNair, C. Robin, C. Hauptmann, Solistes Barrocs Anglesos i Cor Monteverdi (1990, Archiv).
- Dirigida per sir Colin Davis, amb Janet Baker, Yvonne Minton, Stuart Burrows, Frederica Von Stade, Lucia Popp i Robert Lloyd, Orquestra i cor de la Royal Opera House, Covent Garden de Londres (Philips, 1976).
- Dirigida per Karl Böhm, amb Peter Schreier, Teresa Berganza, Julia Varady, Edith Mathis, M. Schiml, Theo Adam, Orquestra Estatal Saxona de Dresden, Cor de la Ràdio de Leipzig Ràdio Chorus (DG, 1978).

Algunes àries han estat objecte de gravació en àlbums de cantants femenines. Per exemple,
- Àlbum "Mozart's Opera Arias", la cantant Kiri Te Kanawa va gravar l'ària S'altro che lagrime, de La Clemenza di Tito, amb l'Orquestra Simfònica de Londres i direcció de Sir Colin Davis (1982, Philips).
- Àlbum "Opera Arias", la cantant Frederica Von Stade va gravar l'ària Torna di Tito a lato; Tu tosti tradito, de La Clemenza di Tito (Philips)